# Парасківська фортеця
Парасківська фортеця (Фортеця Святої Параскеви) — фортеця, споруджена у 1731 році за зразковим проектом фортець Української лінії. Розташована поблизу від села Парасковія, Нововодолазького району, Харківської області.
Названа на честь матері імператриці Анни — Парасковії Федорівни, уродженої Салтикової, дружини Іоанна Олексійовича.

## Історія

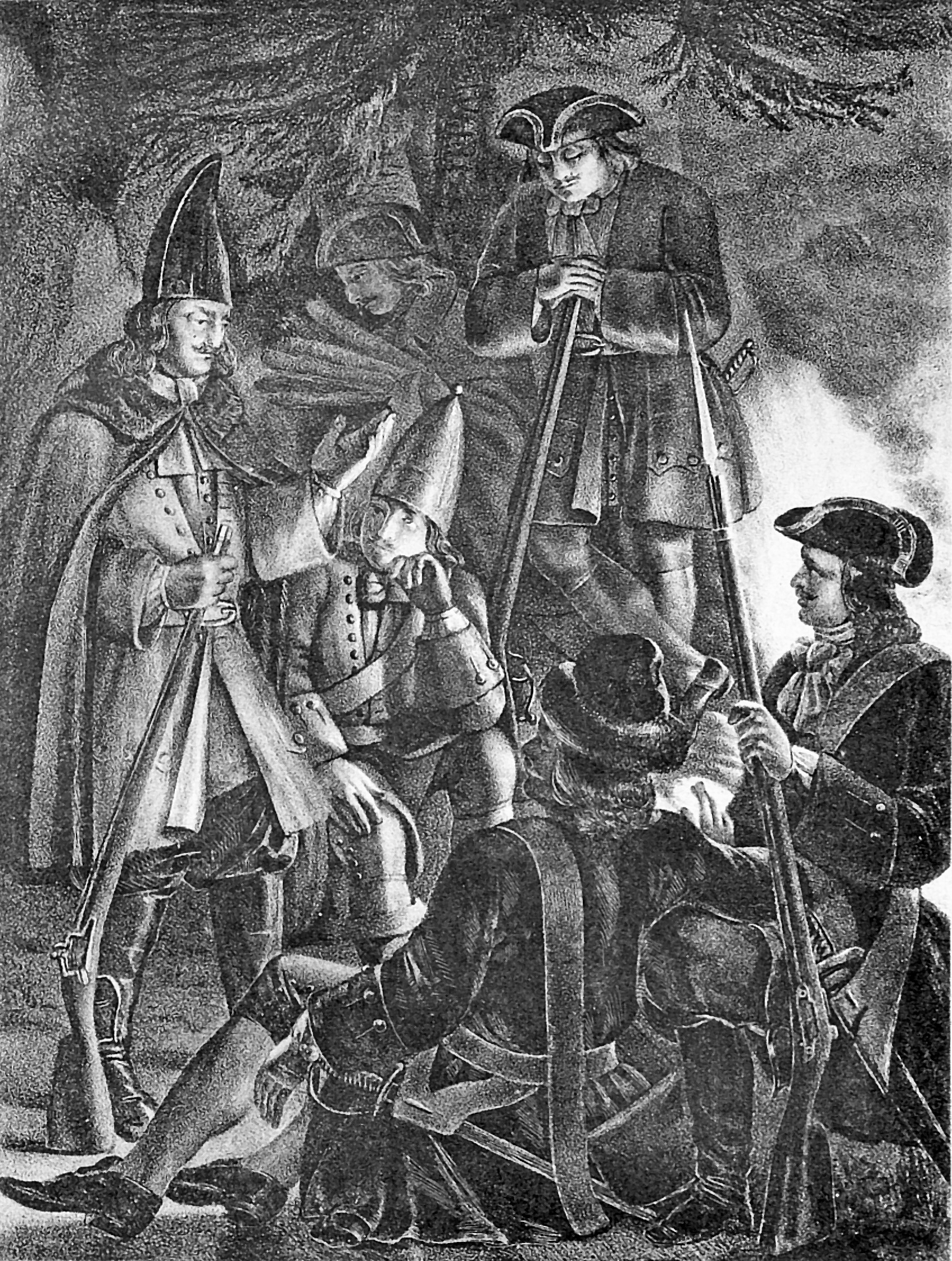
Українська ландміліція в 1713—1736 роках

При фортеці розміщувався 2-й батальйон Орловського ландміліційного полку (1-й батальйон полку розміщувався в Орловської фортеці).
В 1770 році піхотні ландміліційні полки увійшли до складу армії, а сам Український корпус було скасовано. З 11-ти існуючих на той час ландміліційних полків чотири зберегли свої назви, а інші увійшли до складу інших полків. Орловський піхотний полк було розформовано, а кадри передані інших підрозділам. З пізніше сформованим 36-м піхотним полком не мав спадкоємства.

## Архітектура фортеці
Земляна, майже квадратна в плані, чотирьохбастіонна. У південно-східній куртині розташований в'їзд, південно-західна — посилена равеліном, спрямованим в бік пологого схилу і р. Берестовий. При будівництві вали фортеці мали висоту понад 4 м, сухий рів, що оточував фортецю, понад 2 м (з часом ці розміри зменшилися). Вали та рів з боку шостої на лінії Єфремівської і восьмої — Орловської фортець підведені до південної частини Парасківської фортеці. Кут, утворений ними, посилював позиційні переваги її місцезнаходження.

## Галерея

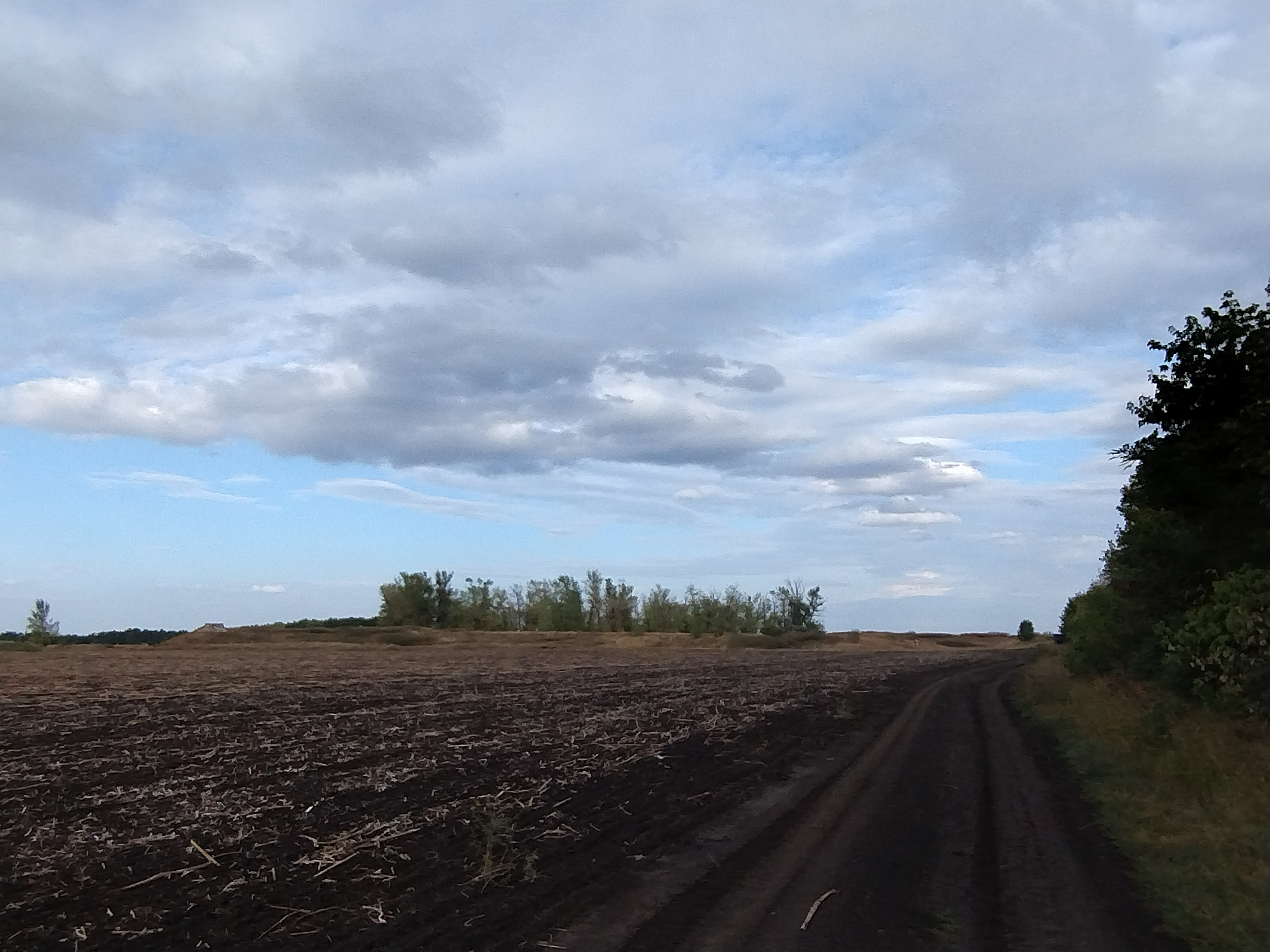
Вид на фортецю св. Параскеви
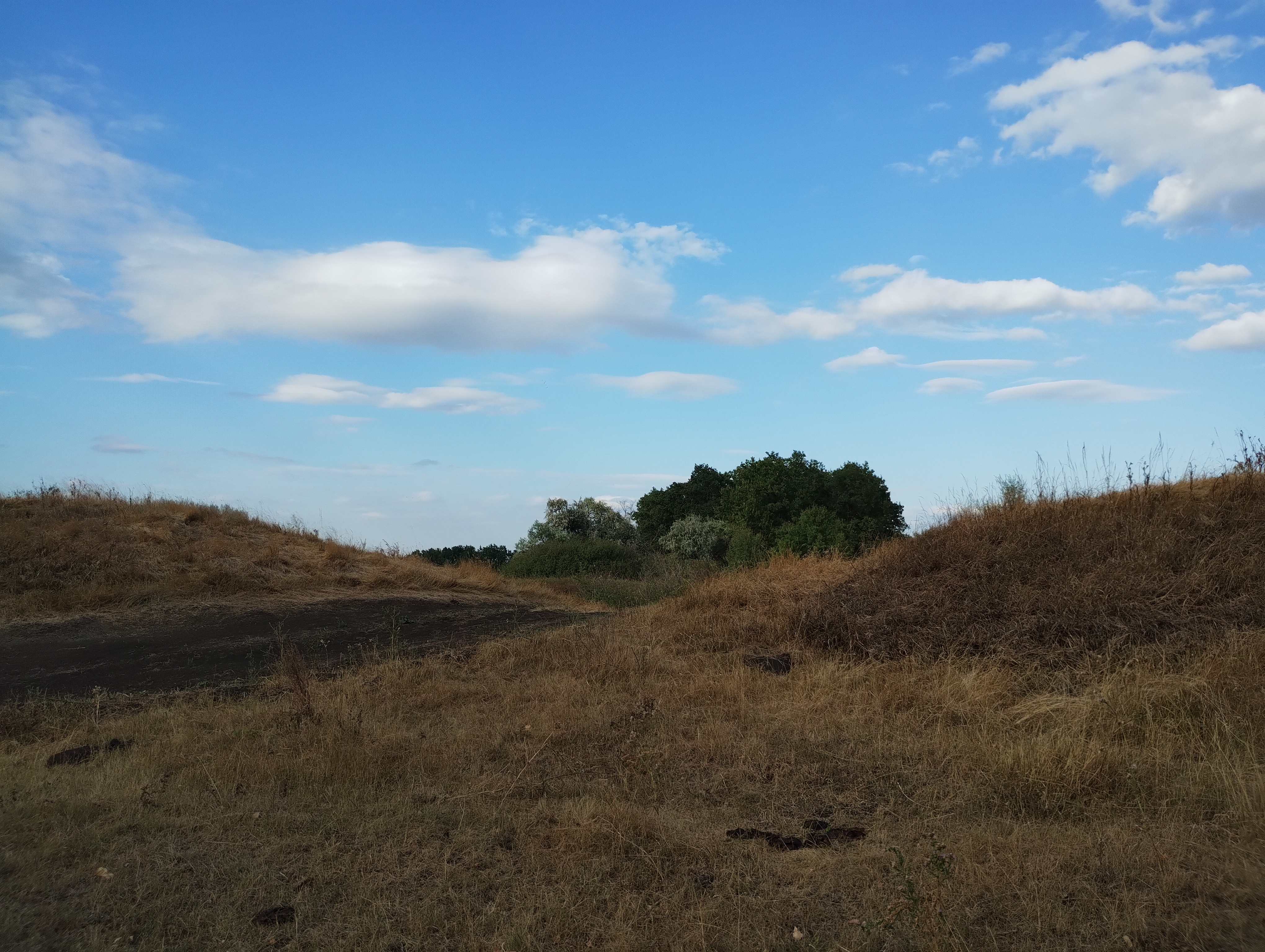
Брама фортеці
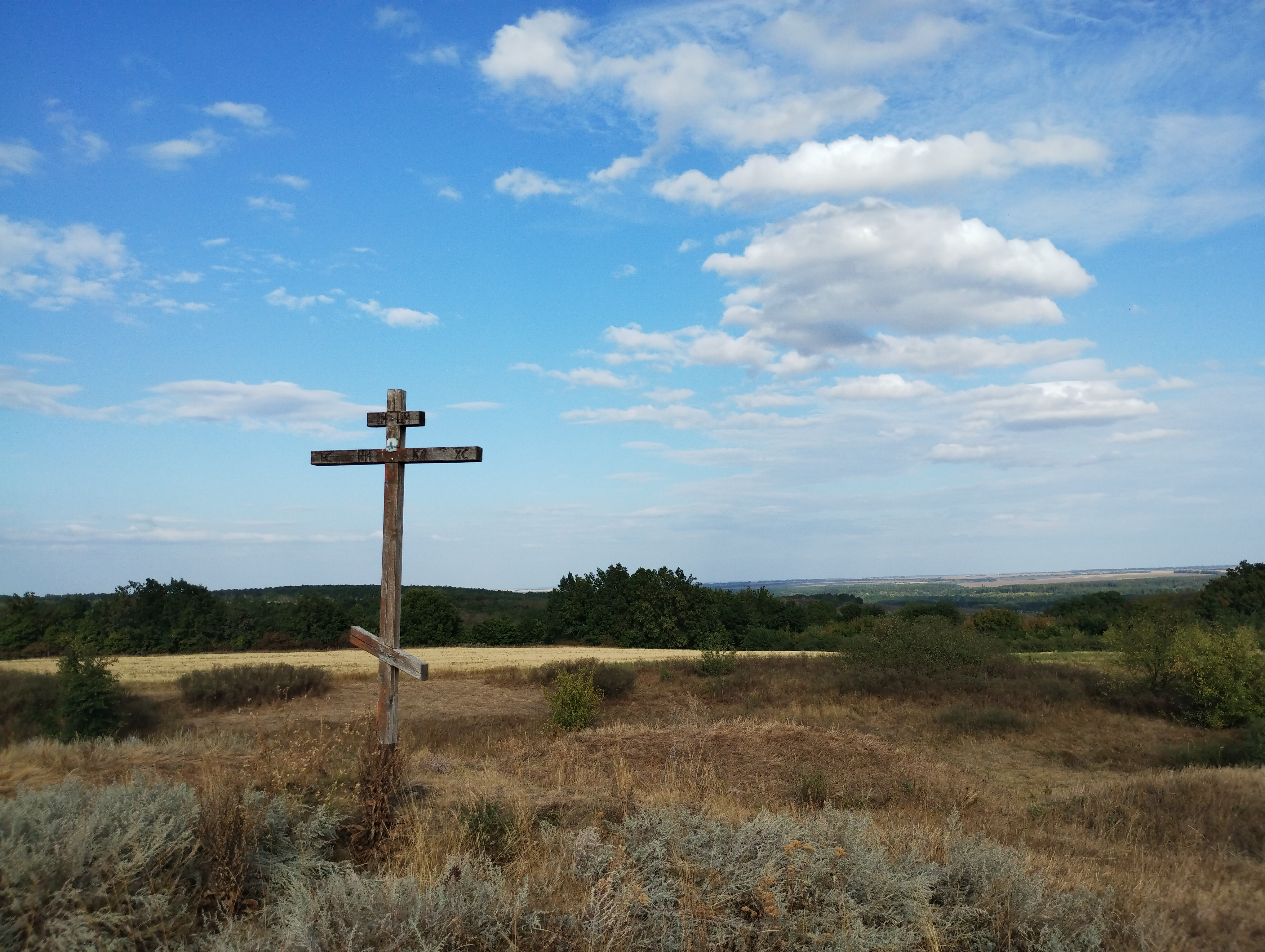
Пам'ятний хрест, на східному бастионі фортеці
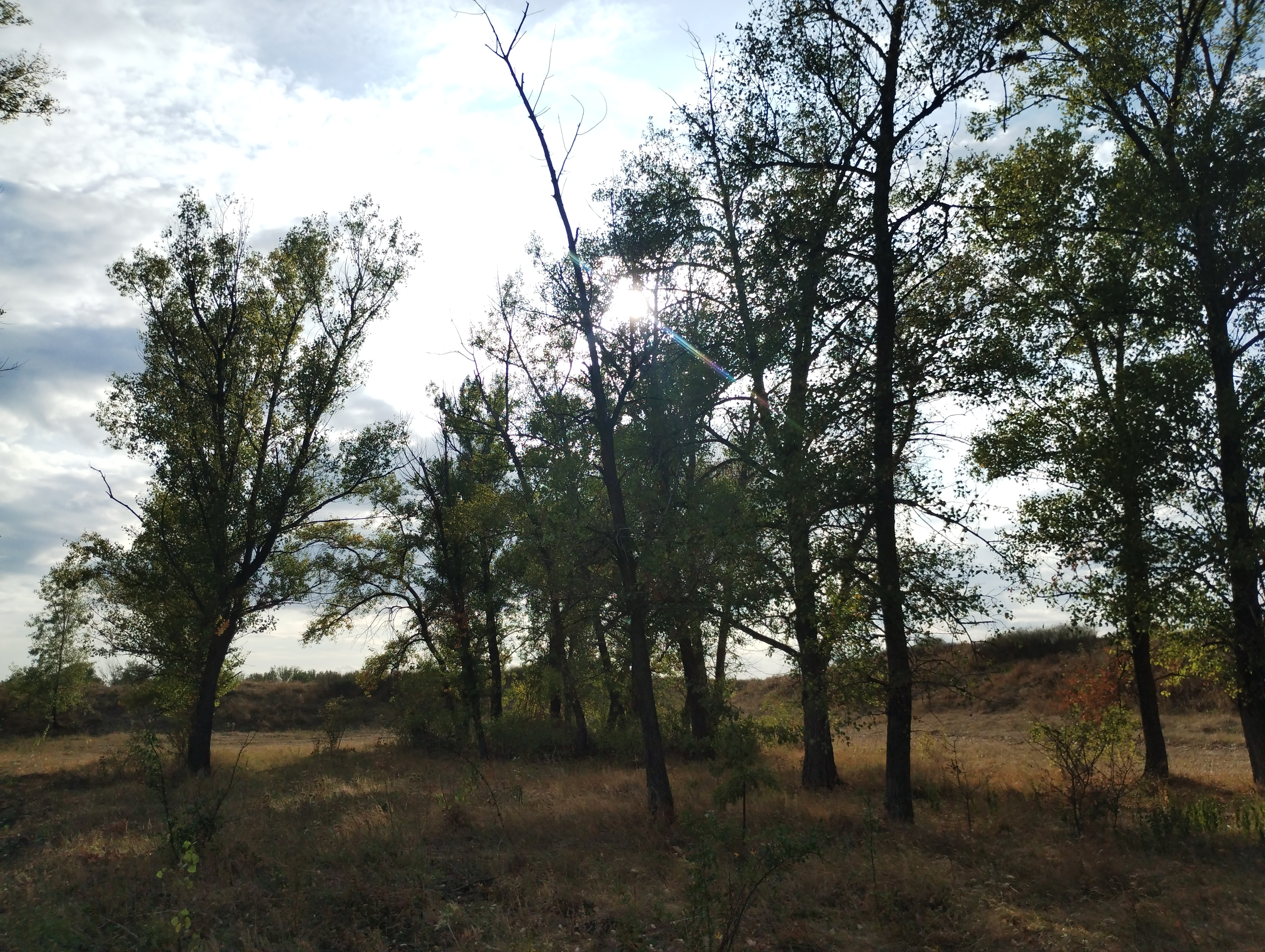
Подвір’я фортеці
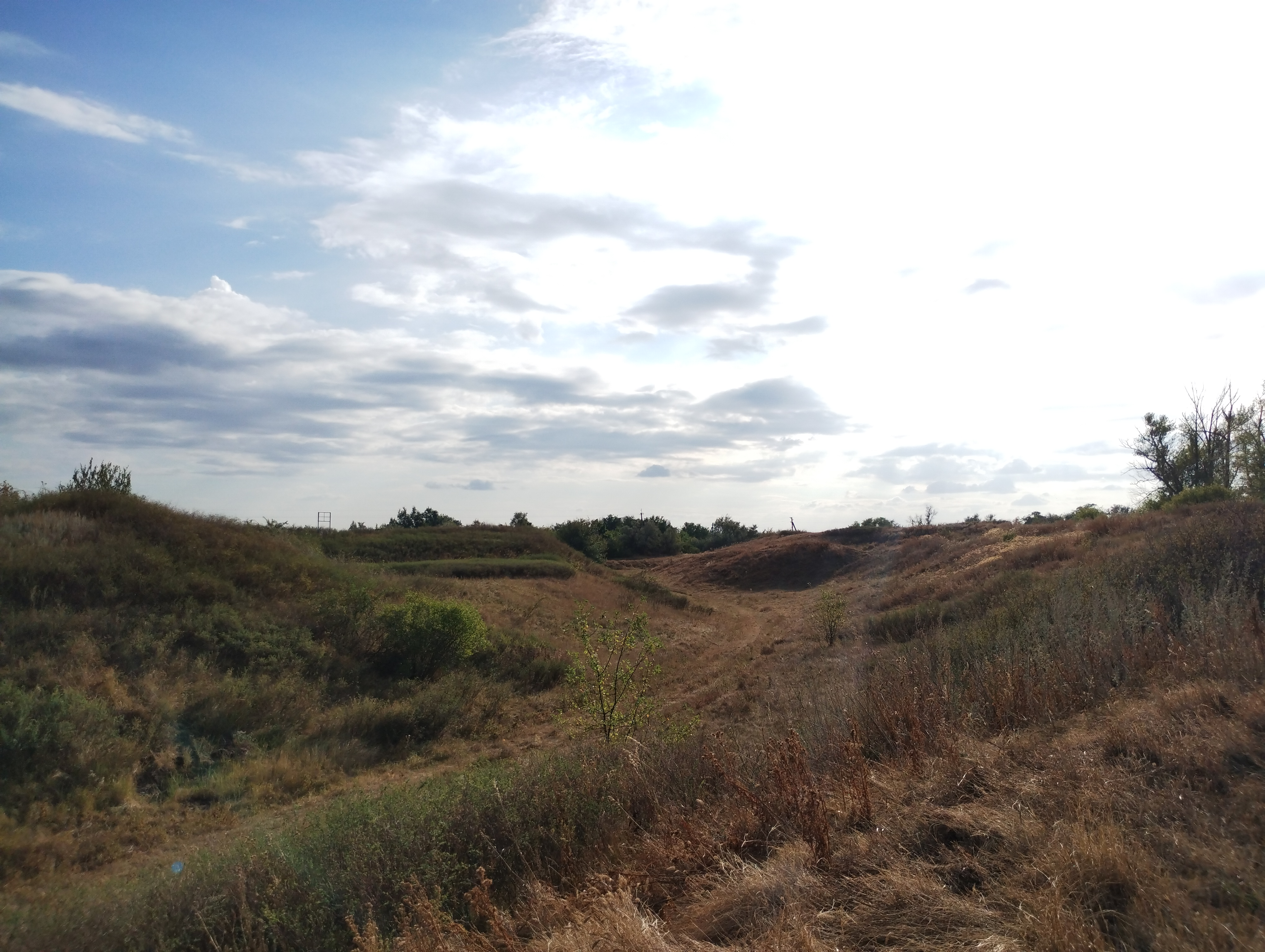
Вал фортеці між південним та східним бастіонами. По інший бік рову, видно залишки равеліну
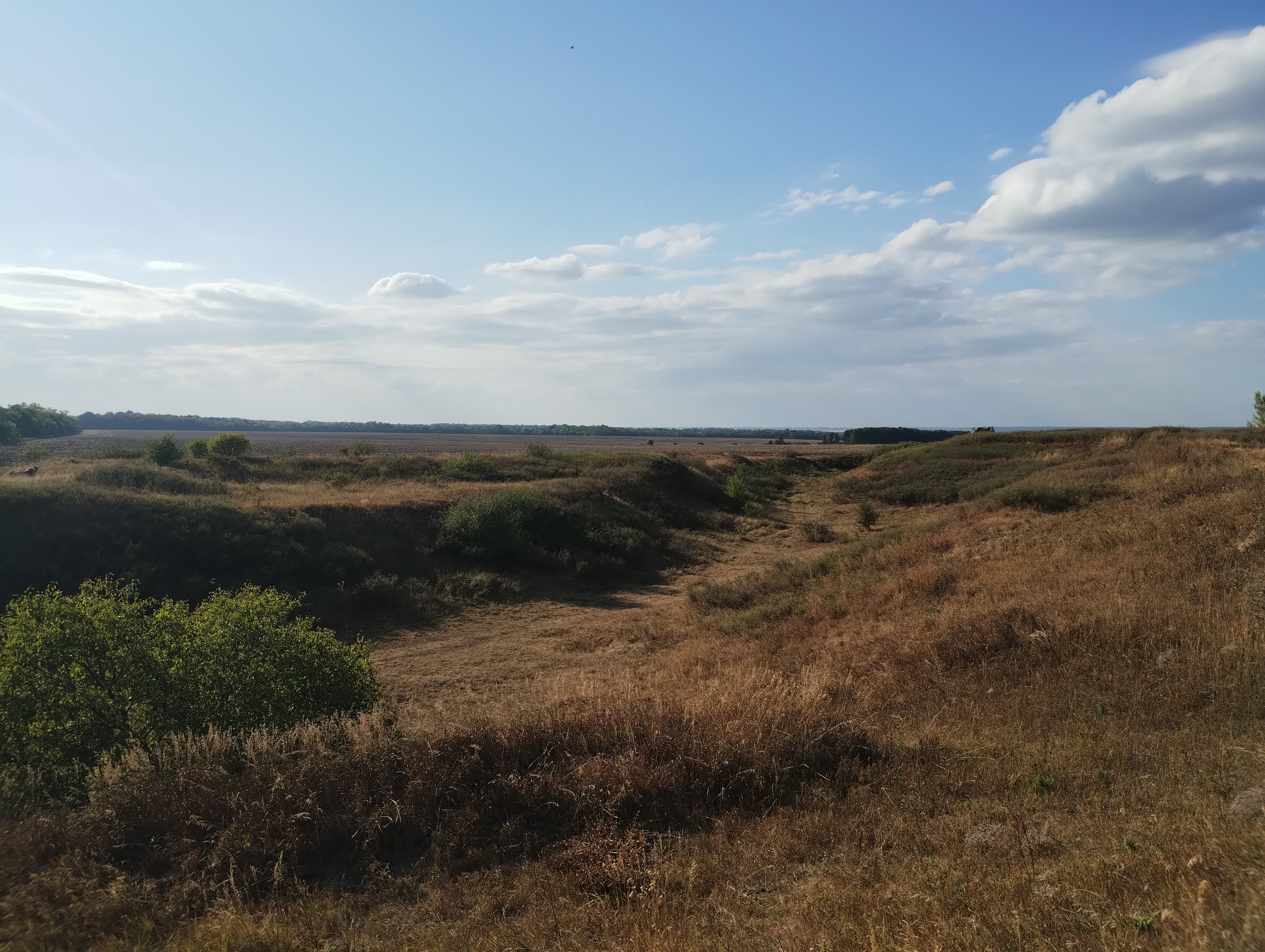
Вал фортеці між північним та західним бастіонами
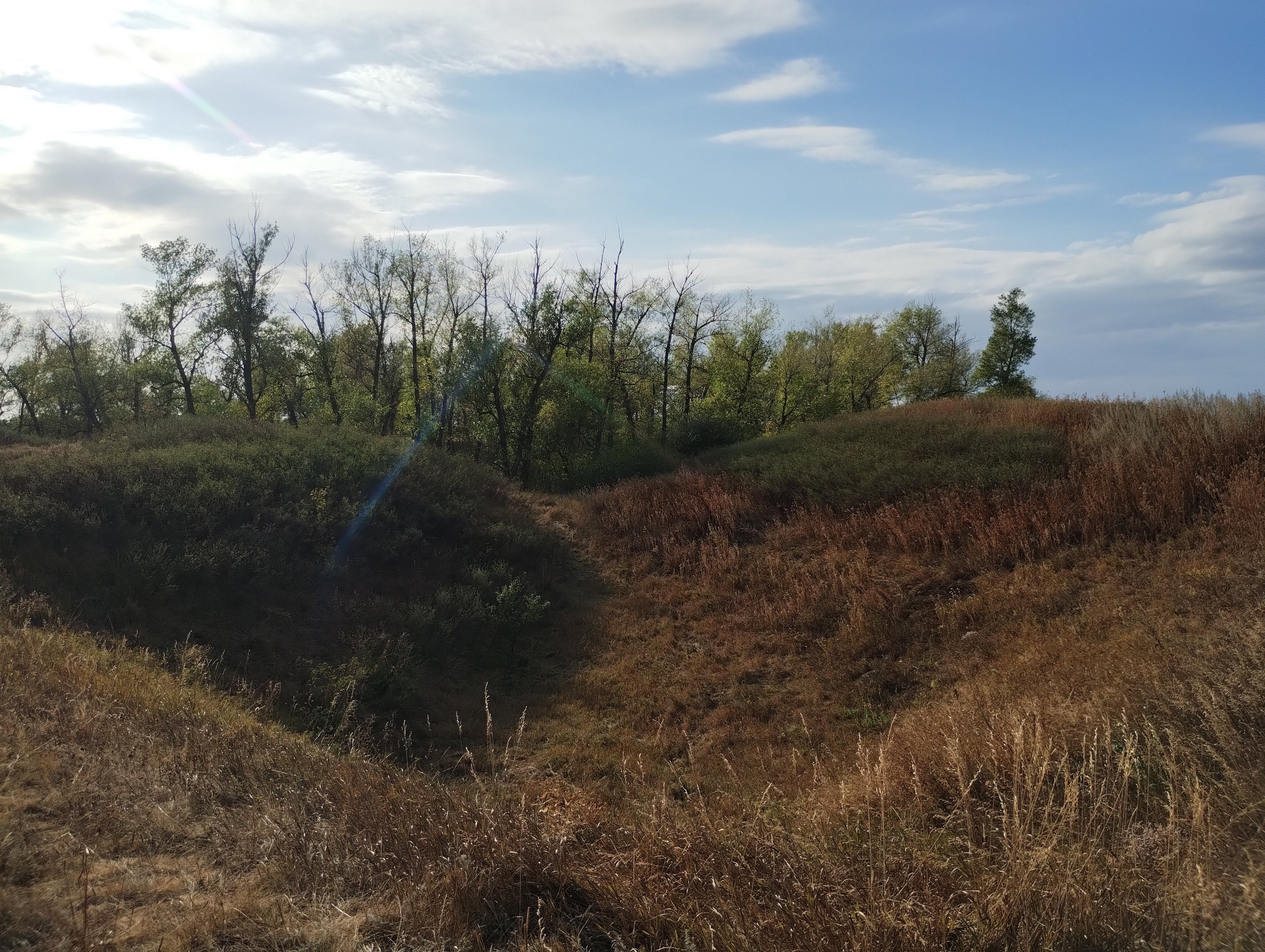
Східний бастіон фортеці
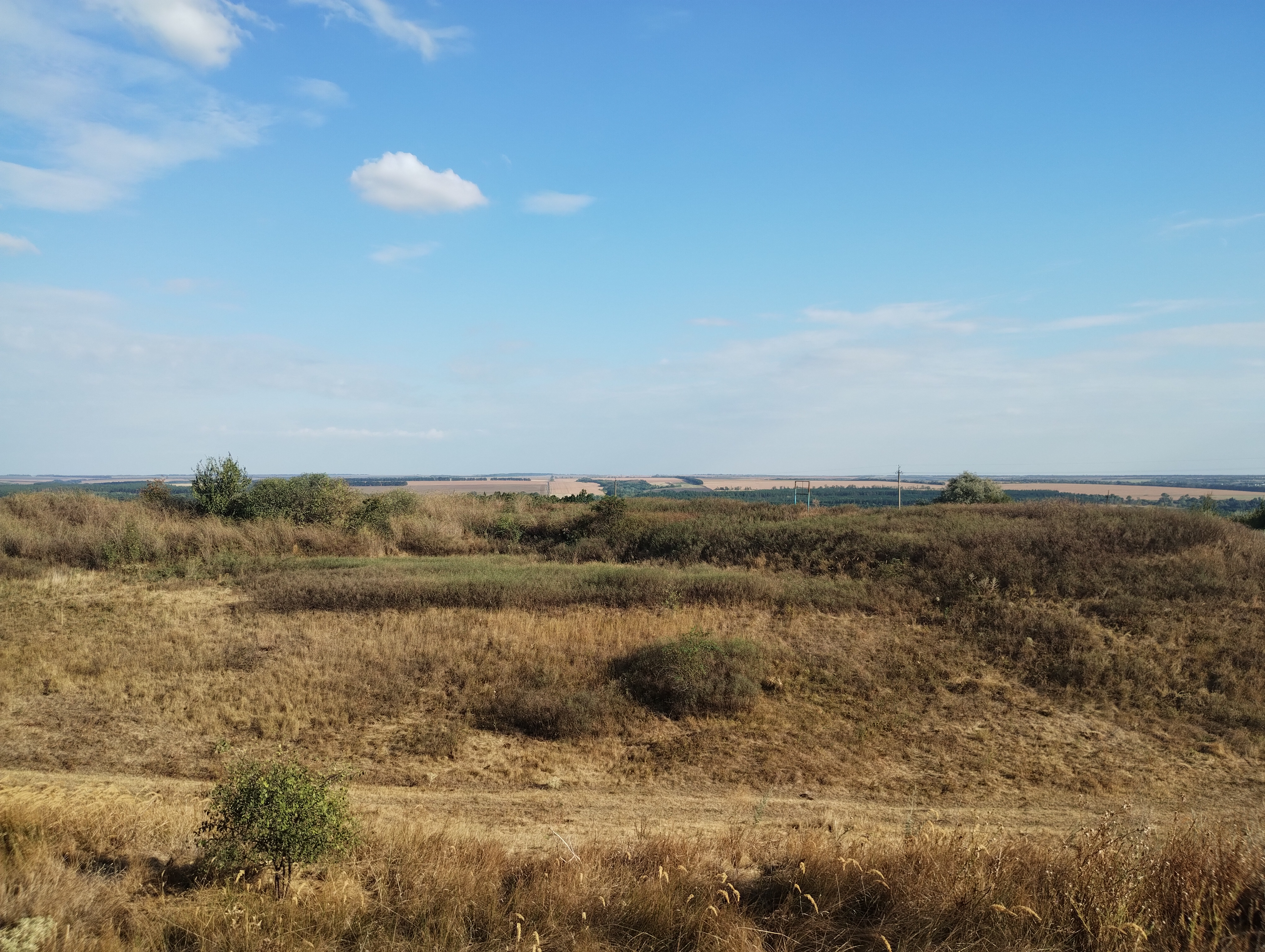
Вид з валу фортеці на південно-східний равелін

## Також
- Українська лінія